# آلبرتو گونسالیتو
آلبرتو گونسالیتو (اسپانیایی: Gonzalito‎؛ ۱۹۲۲ – ۲۱ اوت ۲۰۰۳ (۸۱ سال)) بازیکن فوتبال اهل پاراگوئه بود.
از باشگاه‌هایی که در آن بازی کرده‌است می‌توان به باشگاه ورزشی الیمپیا اشاره کرد.
وی همچنین در تیم ملی فوتبال پاراگوئه بازی کرده‌است.